# Glenn Kotche

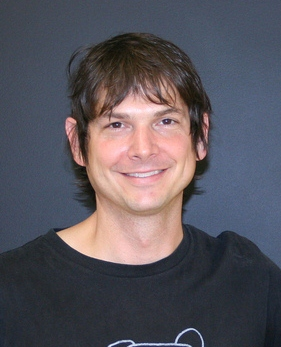
Glenn Kotche

Glenn Kotche, född 1970 i Roselle, Illinois, är en amerikansk musiker. Han spelar trummor i bandet Wilco.